# Hacıbekir, Aşkale
Hacıbekir là một xã thuộc huyện Aşkale, tỉnh Erzurum, Thổ Nhĩ Kỳ. Dân số thời điểm năm 2011 là 34 người.